# Dikraneura delicata
Dikraneura delicata är en insektsart som beskrevs av Henry Fairfield Osborn 1928. Dikraneura delicata ingår i släktet Dikraneura och familjen dvärgstritar. Inga underarter finns listade i Catalogue of Life.